# Algot Holmström
Anders Joel Algot Holmström, född 7 februari 1909 i Stora Köpinge i Malmöhus län i Skåne, död 2 april 1996 i Karlskoga i Örebro län i Värmland, var en svensk folklivsforskare, författare och bibliotekarie.

## Biografi
Algot Holmström var son till maskinreparatören Per Holmström och Anna Andersson samt från 1939 gift med skolköksläraren Gulli Adrian Rothstein (1919–1992). Efter avlagd studentexamen 1929 studerade Holmström vid Lunds universitet där han 1932 blev fil. kand. Han genomgick därefter biblioteksutbildning internt vid Stadsbiblioteket i Malmö 1933–1935 och därefter en termin vid biblioteksskolan på Hantverkargatan i Stockholm 1936 med bland andra Knut Tynell, Knut Knutsson och Oscar Wieselgren som lärare. Efter tiden i Stockholm återvände han som timanställd bibliotekarie till Malmö stadsbibliotek. Han blev amanuens vid Helsingborgs bibliotek 1937 och arbetade där fram till 1938. Som folklivsforskare samarbetade han med Sigurd Erixon som 1938 rekryterade honom till Nordiska museet som assistent där han bland annat redigerade Nordisk kultur och tidskriften Folkliv. Under tiden vid museet fick han möjlighet att avsluta sin akademiska avhandling om traditioner som resulterade i en filosofie licentiatexamen 1941.
Under andra världskriget blev han inkallad till försvaret och placerades på Gotland. Sigurd Erixon kunde inte låta honom ha sin tjänst kvar på grund av minskade anslag, vilket resulterade i att han stod utan arbete när försvarsplikten var över. När han blev frikallad från försvaret vikarierade han 1940 vid Stockholms stadsbibliotek bland annat som ersättare för personal som låg inkallade eller var tjänstlediga. När tjänsten som stadsbibliotekarie i Karlskoga annonserades ut sökte han tjänsten men kulturnämnden valde att anställa John Vidén. Holmström som varit skolkamrat med Vidén fick nu vikariera för Vidén vid hans arbetsplats i Övertorneå då Vidén blev sjuk när han hörde omfattningen av sitt nya jobb med sammanslagning av flera föreningsbibliotek i Karlskoga. Vidén avsade sig tjänsten eftersom han ansåg att han inte hade de administrativa kvalifikationer som krävdes och Holmström tillträdde istället som stadsbibliotekarie i Karlskoga 1942.
Algot Holmström var författare till flera böcker, främst om Karlskoga och Bofors. Makarna Holmström är begravda på Skogskyrkogården i Karlskoga.

### Fotnoter
1. ↑  ”Minnesbilder”. www3.karlskoga.se. Arkiverad från originalet den 5 april 2017. https://web.archive.org/web/20170405163213/http://www3.karlskoga.se/kulturhistoria/Minnesbilder/algotH.htm. Läst 25 augusti 2020.
2. ↑  Libris
3. ↑  Libris
4. ↑  ”Anders Joel Algot Holmström och Gulli Nilsine Holmström, og Adrian”. Gravar.se. https://gravar.se/forsamling/karlskoga-kyrkogardsforvaltning/skogskyrkogarden/d/anders-joel-algot-holmstrom-6b6b9. Läst 2 februari 2023.